# Paspalum pubiflorum
Paspalum pubiflorum är en gräsart som beskrevs av Eugène Pierre Nicolas Fournier. Paspalum pubiflorum ingår i släktet tvillinghirser, och familjen gräs. Inga underarter finns listade i Catalogue of Life.